# Liste des évêques de Kumbo

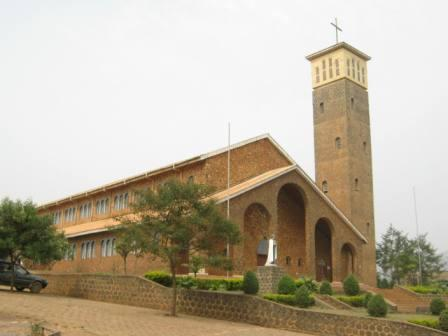
la façade de la cathédrale de Kumbo.

La liste des évêques de Kumbo recense les noms des évêques qui se sont succédé sur le siège épiscopal de Kumbo au Cameroun depuis la création du diocèse de Kumbo (Dioecesis Kumboensis) le 18 mars 1982 par détachement du diocèse de Bamenda.

## Sont évêques
- 10 septembre 1982 – 7 décembre 2004 : Cornelius Fontem Esua, devient archevêque de Bamenda le 23 janvier 2006.
- depuis le 8 juillet 2006 : George Nkuo

## Sources
- (en) Fiche du diocèse sur catholic-hierarchy.org